# Estos son los viajes... (Star Trek: Enterprise)
«Estos son los viajes...» (título original: «These are the voyages...») es el episodio final de la serie de televisión Star Trek: Enterprise, el vigésimo segundo de la cuarta temporada y el 98.º de la cuenta global. Fue emitido por primera vez el 13 de mayo de 2005 en Estados Unidos.  La historia ocurre en forma simultánea con el episodio «La Pegasus» de la serie Star Trek: la nueva generación y está ambientada en el año 2370, cuando el comandante William Riker está dividido entre la lealtad que siente que le debe su anterior comandante y su obligación de reportarle a Picard sobre el desarrollo de un dispositivo de ocultamiento.  Riker acude a la holocubierta y revisa, en busca de guía, los eventos del siglo XXII, cuando la tripulación del Enterprise comandado por el capitán Archer viaja rumbo a la Tierra para la firma de la Carta de la Federación y la formación de la Federación de Planetas Unidos.
Después de un exitoso debut, la serie Star Trek: Enterprise perdió audiencia progresivamente: sus espectadores disminuyeron de doce millones y medio a menos de tres millones en su cuarta temporada, a pesar de que la calidad de los episodios mejoró, de acuerdo a algunos críticos como Dave Itzkoff de The New York Times. Después de vender los derechos de distribución, en febrero de 2005, UPN y Paramount anunciaron que la cuarta temporada sería también la última. Desde el inicio de la serie de Star Trek: la nueva generación hasta el último episodio de Enterprise transcurrieron dieciocho años en que se estrenó nuevo material de la franquicia de Star Trek en forma ininterrumpida.
El episodio incluye artistas invitados como Jonathan Frakes, Marina Sirtis y Jeffrey Combs, así como una narración de Brent Spiner. Los creadores de la serie Rick Berman y Brannon Braga, declararon que el episodio era un regalo a los seguidores de Star Trek. Sin embargo, el final fue recibido en forma negativa. Tanto los críticos como los actores consideraron que enmarcar el capítulo desde Star Trek: la nueva generación dejó a personajes y seguidores sin una conclusión satisfactoria y que la muerte de Trip Tucker se sintió forzada e innecesaria. El episodio final atrajo una audiencia de 3,8 millones de espectadores, el mejor resultado que obtenía la serie desde la tercera temporada. A pesar de la cancelación, Paramount esperaba revivir la franquicia y Berman comenzó a trabajar en una potencial nueva película de Star Trek, que finalmente fue rechazada a favor de Star Trek XI dirigido por J. J. Abrams.

## Argumento

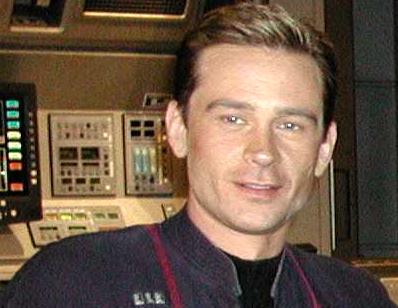
Charles «Trip» Tucker, jefe de ingeniería, entrega su vida por salvar a su amigo y capitán Jonathan Archer.

Los oficiales conversan en el puente sobre la inminente ceremonia de firma de la Carta de la Federación, en la cual el capitán Archer debe pronunciar un discurso. Se oye por los altavoces un llamado citando a todos los oficiales en el puente de mando y el comandante William Riker, primer oficial de la nave Enterprise que surca el espacio varios siglos más tarde, ordena a la computadora cancelar la simulación, revelando que el puente y sus oficiales son sólo recreaciones holográficas.
Más tarde, Riker conversa con la consejera Deanna Troi, sin querer revelarle el tema que le preocupa, que es altamente clasificado. La consejera insiste en que la reproducción holográfica lo ayudará a tomar la decisión correcta; le sugiere también adelantar la recreación hasta el punto en que llega el llamado de ayuda del andoriano y que se involucre en la tripulación tomando el lugar del chef de la nave. 
De vuelta en la simulación, Archer está impresionado de oír al andoriano, a quien creía muerto desde hacer tres años. El andoriano Shran se justifica diciendo que ciertas personas debían creer que estaba muerto; el capitán se niega ayudarlo debido a la proximidad de la firma, pero Shran insiste, revelando que su hija fue secuestrada por sus previos socios, gente poco recomendable. Riker adelanta el programa y escucha una conversación privada entre Archer y Shran: el andoriano habría fingido su propia muerte debido a que los piratas con los que trataban pensaban que les había robado.
T'Pol, primer oficial de Archer, manifiesta su reluctancia a que se involucren en el rescate, que puede hacerles llegar tarde a la firma. Sin embargo, el capitán decide ayudar de todas maneras a Shran, recordando cuando les permitió obtener acceso al arma de los Xindi. Archer le pide a T'Pol que visite las cocinas, ya que el chef está por preparar la última cena que disfrutaran a bordo del Enterprise.
En las cocinas, T'Pol conversa con Riker, quien le pregunta si extraña a Trip Tucker, a lo que le contesta que la relación entre ambos terminó hace más de seis años y que como vulcana no extraña a las personas. Discuten también sobre la lealtad entre Archer y Tucker y T'Pol admite que con el paso del tiempo ha aprendido a confiar más en los instintos, a la usanza humana, que en la obediencia ciega a las órdenes.  
Riker, de vuelta en su propio ambiente, está revisando la dotación del USS Pegasus, entristecido por el incidente que provocó que casi todos los tripulantes murieran. Troi trata de hablar, pero él se niega a profundizar en el tema. En cambio, se sumergen nuevamente en la simulación, visitando el Enterprise vacío y comparando las diferencias entre las naves. Añaden gente a la reproducción, escuchando una conversación entre el ingeniero Trip Tucker y Malcolm Reed, oficial de armamento, que con nostalgia piensan en el final del viaje. Troi le dice a Riker que le entristece que Tucker no sepa que no volverá de la misión.
El plan para rescatar a Talla, hija de Shran, consiste en devolverles a los piratas una falsificación de la joya que reclaman; dicha imitación emite un resplandor que deslumbra quienes lo contemplan y que les daría a los tripulantes del Enterprise el tiempo necesario para escapar. El equipo de rescate desciende a Rigel X que, como hace notar Archer, fue también el primer planeta que visitaron en el comienzo de su viaje estelar. El intercambio de la joya por la hija de Shran ocurre sin incidentes, pero cuando Shran trata de escapar se produce un enfrentamiento, donde el capitán Archer le salva la vida a Trip Tucker. 
Una vez de vuelta en nave, acuerdan escoltar a Shran y su hija fuera del alcance de los piratas. El andoriano señala que no deberían tener problemas en evadirlos, ya que el Entreprise alcanza mayores velocidades.
Por su parte, el comandante Riker, ante el inminente descubrimiento del USS Pegasus, acude a la consejera Troi y le revela que la nave estaba equipada un dispositivo de ocultamiento  —tecnología prohibida por los tratados a los cuales suscribe la Federación—, que mientras realizaba pruebas había sufrido un accidente que le costó la vida a prácticamente la totalidad de su tripulación y que Pressman, el capitán de la nave siniestrada, pretende continuar con los experimentos a bordo del Enterprise. Riker desaprueba el proyecto, pero debe mantener el secreto y no revelar los propósitos de Pressman al capitán Picard.
La simulación se reanuda y muestra al Enterprise bajo el fuego enemigo. Se oye una alerta de intrusos y Archer y Tucker se enfrentan a los piratas, que han abordado la nave y que reclaman a Shran y a su hija. Archer dice que los andorianos ya no se encuentran en la nave, pero los alienígenas no le creen. Ante la amenaza de matar a Archer, Tucker accede a llevarlos ante Shran; los guía hasta una habitación que identifica como una estación de comunicaciones y conecta dos conductos de plasma produciendo una explosión que mata a los intrusos pero que también lo deja gravemente herido. Poco tiempo después muere, a pesar de los esfuerzos del doctor Phlox.
Archer está acongojado por tener que escribir un discurso acerca de cuan provechosas han sido sus exploraciones justo después de la muerte de su amigo. T´Pol lo consuela diciéndole que Tucker habría encontrado que su propia muerte había valido la pena. En la Tierra, Archer entra a una sala a pronunciar su discurso, mientras que Riker termina la simulación seguro de cómo tomar su decisión. La escena final muestra las distintas naves Enterprise mientras los capitanes Archer, Kirk y Picard recitan el monólogo «donde nadie ha llegado antes».

## Antecedentes y cancelación

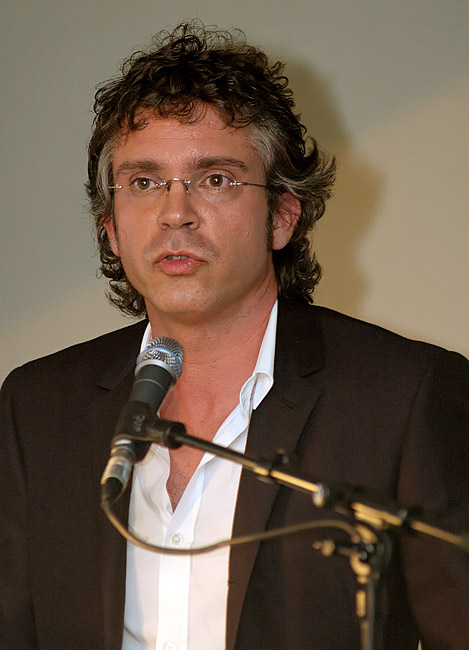
El productor Brannon Braga llamó al capítulo «un regalo de San Valentín».

«Broken Bow», el primer episodio de la serie Star Trek: Enterprise, fue visto por doce millones y medio de espectadores en su primera emisión, pero esta cifra disminuyó rápidamente, llegando a 5,9 millones y amenazando con la suspensión del programa en su tercera temporada. La serie pudo continuar gracias a una severa disminución de su presupuesto y a la modernización de la programación de UPN. En el 2004, el programa cambió de horario, mientras que el resto de la programación se volvió más atractiva para el público femenino, en parte por el éxito obtenido por America's Next Top Model. La tercera temporada introdujo un arco argumental a lo largo de toda la temporada que recibió las mejores críticas de toda la serie. En la cuarta temporada, Manny Coto se convirtió en productor ejecutivo, después de escribir y coproducir el show desde 2003. Aunque sus episodios fueron aclamados por críticos y seguidores por equiparar la calidad de los anteriores series de Star Trek, los espectadores disminuyeron a 2,9 millones y llegaron a un mínimo de 2,5 millones en enero de 2005.
El 3 de febrero de 2005, UPN y Paramount informaron que la cuarta temporada sería también la última. La cadena esperó hasta que se vendieran sus derechos de distribución para hacer el anuncio. La cancelación de la serie significó que fuera la primera vez en que no habría nuevos episodios de Star Trek en diciecho años, desde el estreno de la serie Star Trek: La nueva generación. La cuarta temporada continuó produciéndose de manera que Paramount pudiera vender 98 episodios a los distribuidores.
La actriz Jolene Blalock, quien interpretaba a la oficial de ciencias T'Pol, calificó las primeras historias como aburridas y criticó su falta de intriga. Según ella, los primeros guiones ignoraban los principios básicos de la cronología de Star Trek y ofrecían «vestuario sugerente en vez desarrollo de personajes». Por otra parte, los ejecutivos de UPN declararon que los episodios, orientados a un público masculino, no llegaban a la audiencia femenina de sus programas más exitosos, tales como Top Model y Veronica Mars. El productor Brannon Braga sugirió que la razón detrás de la cancelación fue la fatiga del televidente después de dieciocho años y 624 horas de Star Trek. Los fanáticos de Star Trek, por su parte, criticaron a Berman y Braga por ignorar el canon y rehúsarse a arreglar el show. Michael Himman, coordinador de noticias de SyFy Portal, declaró que, además de la saturación de Star Trek, había también «una saturación de Braga y Berman [...] no pueden cruzarse de brazos y decir “Sabes, no podemos mantenerlo [el show] fresco” No, se debió más a sus estúpidos egos y su actitud sin sentido de “aunque esté roto, no lo arregles”». Braga defendió la serie observando que anteriores series como Star trek: la nueva generación casi no tuvieron competencia de otros programas de ciencia ficción, mientras que Enterprise tenía que lidiar con muchos otros shows, como Battlestar Galactica.

## Producción

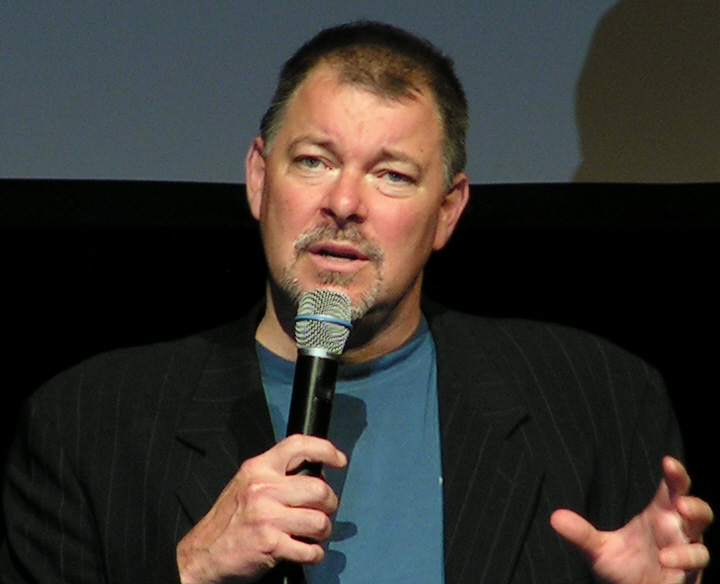
Jonathan Frakes disfrutó la oportunidad de interpretar a Riker una vez más.

«Estos son los viajes...» fue escrito por los productores de la serie, Braga y Berman, y fue el único episodio escrito por ambos para la cuarta temporada. El guionista de Enterprise, Mike Sussman declaró a la página web TrekNation en mayo de 2005 que Braga había considerado la idea un episodio crossover incluyendo personajes de otras series de Star Trek antes del final. La idea original de Sussman para el episodio era que el doctor de Star Trek: Voyager estuviera tratando a un paciente que podría ser Archer atrapado en el futuro; sin embargo, Sussman consideraba que debido a su trama, no era un episodio adecuado para cerrar la temporada. Por otra parte, Berman dijo que el capítulo siempre fue considerado como el episodio final, sin tomar en cuenta la cancelación de la serie, y que Trip habría muerto de todas formas.  Sin embargo, en otras entrevistas, Berman afirmó que si el programa hubiera continuado se habrían hechos algunos cambios al final.
Allan Kroeker dirigió el episodio, su tercer cierre de serie después de los episodios «Lo que se deja atrás» y «Fin del juego» de las series Star Trek: espacio profundo nueve y Star Trek: Voyager, respectivamente. Se incorporaron artistas invitados como Jonathan Frakes y Marina Sirtis encarnando sus respectivos personajes, William Riker y Deanna Troi. Brent Spiner, otro veterano de la serie Star Trek:la nueva generación, quien también había sido invitado en la cuarta temporada de Enterprise, intervino como la voz del androide Data. Jeffrey Combs dio vida al andoriano Shran, personaje que a Coto le hubiese gustado incorporar en forma permanente en la trama, de haber continuado el programa.
La filmación comenzó el viernes 25 de febrero, después de que la mitad del día se destinara a terminar «Terra Prime». El rodaje requirió ocho días, un día más de lo habitual. Se usó el set nevado del planeta Rigel X, que se utilizó por primera vez en el episodio piloto, como también la cocina del Enterprise. Se recrearon escenarios de la nave del capitán Picard, el Enterprise-D, tales como pasillos y la sala de observación. Frakes y Sirtis llegaron al estudio justo cuando se realizaba un rally afuera, con el tema de «Salvemos al Enterprise». Gran parte del equipo de producción apareció en un cameo, en la escena en que Archer se prepara para dar su discurso al final del episodio donde se muestra una multitud, como ya se había hecho antes en el episodio «Lo que se deja atrás»; los guionistas Judith y Garfield Reeves-Stevens, André Bormanis y Manny Coto, junto con dos docenas de extras, formaron parte de la audiencia; el resto del set se llenó con gente generada por computadora. A medida que cada actor terminaba su parte, era despedido con un aplauso. Blalock y Bakula fueron los últimos actores; Bakula pronunció unas palabras dándole gracias al equipo de producción por su forma de acoger al elenco. La filmación terminó el martes 8 de marzo y se desarmaron los escenarios. Frakes y Sirtis volvieron el 9 de marzo para completar unas tomas con fondo verde, usadas para las entradas y salidas de sus personajes en la holocubierta.
En abril se hizo una fiesta como clausura para el elenco y el equipo de producción en el Hotel Roosevelt. Los actores se refirieron a los sentimientos que les provocaba el final. John Billingsley dijo que el show «fue un gran viaje y cambió mi vida. Es algo que durará para siempre para mi»; se mostró contento de decir adiós a las dos horas de maquillaje que requería su personaje, Phlox. La mayoría de los artistas se iban a tomar un tiempo de descanso antes de buscar nuevos papeles. Entre los invitados estaba el guionista de la serie Star Trek: némesis John Logan, quien no participó en Enterprise, y Peter Weller, quien apareció como villano en el episodio «Terra Prime». Antes del estreno, Berman no quiso revelar detalles de trama, y dijo: «Va a tener algunos giros sorprendentes. Es, de algún modo, un regalo de San Valentín».

## Recepción

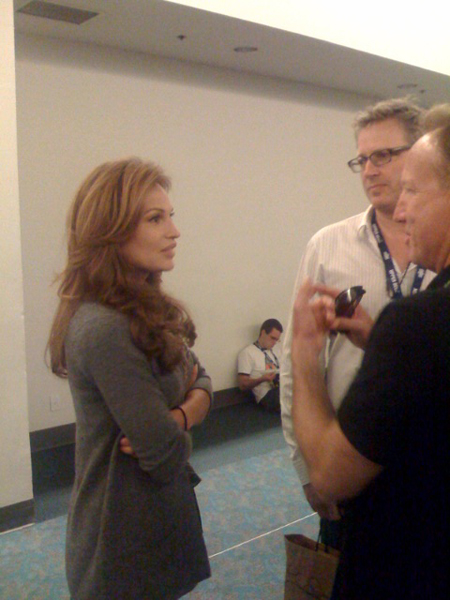
Jolene Blalock, la actriz que interpretaba a T'Pol criticó duramente el final de la serie.

El capítulo fue recibido en forma negativa tanto por los críticos como por el elenco mismo de la serie. Antes de la emisión del episodio, Blalock dijo que era «pésimo» y añadió que estaba molesta porque el final era más adecuado como capítulo de la Star Trek: la nueva generación que como final de Star Trek: Enterprise.
Connor Trinneer, quien personificaba a Trip Tucker, declaró que el cierre debería haber tenido un adiós más memorable, pero que los productores no quisieron enfocarse de esa forma. El actor Anthony Montgomery (Travis Mayweather) también se mostró descontento diciendo: «Siento que pudo haber una forma más efectiva de cerrar la serie y la franquicia como un todo. [El final] parece alejarse de lo que el elenco y el equipo de Enterprise trabajó tan diligentemente en obtener durante los cuatro años que pasaron». Aunque Frakes disfrutó trabajar con Sirtis de nuevo, dijo que «en realidad, fue un poco forzado hacernos cerrar la serie [del elenco de Enterprise] y que en retrospectiva fue un flaco servicio para ellos». Las críticas tempranas obligaron a los productores del programa a realizar una conferencia y referirse al tema. Braga admitió que los actores estaban inquietos, pero defendió el episodio como una forma de finalizar no sólo la serie de Star Trek: Enterprise en particular sino también Star Trek como un todo.
Las reseñas también criticaron el vínculo con Star Trek: la nueva generación. Patrick Lee, en Sci Fi Weekly, dijo que la historia marco «reduce [al elenco de Enterprise] al éstatus de ratas de laboratorio»; además añadió que incluso sin los artistas invitados, el episodio no estaba a la altura de lo mejor de la temporada, de la que destacaba el capítulo «Un espejo sombrío». En el National Post, Alex Strachan llamó a los cameos de la nueva generación «recordatorios de un mejor Star Trek», comparados con el mal maquillaje, actuación y música. Rob Salem, del Toronto Star, dijo que los cameos no tenían un propósito narrativo y que el episodio deja a los personajes sin ningún desarrollo significativo a largo plazo y sin conclusión. También se criticó el final del capítulo, que deja a los espectadores sin oír el emotivo discurso de Archer. IGN dijo que el episodio era «el disparo final de Berman y Braga, asegurándose que todos supieran quien estaba a cargo» y que el notorio contraste entre «Estos son los viajes...» y «Terra Prime» puso de relieve la razón por la cual no debería permitírseles producir Star Trek de nuevo.
La muerte de Trip Tucker también fue objeto de controversia. Salem describió el desarrollo como «un personaje principal es asesinado sin sentido en servicio de un mecanismo argumental sin sentido», queja que también repitió IGN. El actor Connor Trinneer, quien interpretaba a Trip, dijo durante su participación en una convención que el personaje «había salido  de situaciones mucho peores que esa» y que la muerte parecía forzada; argumentó que los guionistas querían matar a un personaje para dar de que hablar a los seguidores de Star Trek y que Trip murió simplemente para manipular a los televidentes. Varios críticos terminaron sus reseñas diciendo que aunque los fanes de Star Trek podrían estar decepcionados o satisfechos con el episodio, a la mayoría de los espectadores no les importaría de una u otra manera.
En respuesta a algunas de estas críticas, Coto dijo que él, personalmente, consideraba a las historias «Demonios» y «Terra Prime» —capítulos que precedieron a «Estos son los viajes...»— como el verdadero final de la línea argumental de Star Trek: Enterprise. Berman dijo: «He leído gran parte de las críticas y entiendo como se sienten algunos, pero [Braga] y yo dedicamos un mucho tiempo en dar con la idea y de un final de serie, en cierto modo único, diría yo, especialmente cuando la estás terminando prematuramente. [...] Tú nunca quieres decepcionar a la gente, pero pienso que no tiene sentido decir que fue más un episodio de la nueva generación que de Enterprise. Los únicos elementos [de la nueva generación] que estaban presentes estaban allí como una caja de resonancia para permitirnos mirar a la misión que tuvo lugar seis años después de “Terra Prime”».
De acuerdo a la página web TrekNation, 3,8 millones de espectadores vieron el episodio final de Enterprise, lo que fue un aumento de un 69% por sobre el final de la temporada anterior. Los periódicos que cubrieron la cancelación de Enterprise y su episodio final dijeron que su fracaso evidenciaba que la franquicia se había alejado mucho de sus raíces y vuelto demasiado oscura. Andy Dehnhart de MSNBC dijo que «mientras que los guionistas y diseñadores de producción merecían crédito por ofrecer mundos que eran, quizás, un poco más creíbles, perdieron el fantástico, maravilloso enfoque del viaje espacial que La nueva generación tomó del Star Trek original y que llevó a la perfección». Michael Peck, en el USA Today, dijo que sin los «sueños» de las series anteriores, «Star Trek se vuelve sólo otro drama de televisión». Melanie McFarland del Seattle Post-Intelligencer mientras tanto dijo que el show «nunca encontró el carácter único dentro del universo de Star Trek que todas las versiones anteriores poseían». A pesar de la cancelación, Paramount se mostró optimista. David Stapf, líder del estudio, dijo que esperaba «un nuevo capítulo de esta duradera franquicia en el futuro». Berman y el guionista Erik Jendrensen desarrollaron un concepto para una nueva película ambientada después de Enterprise pero de la serie original. Mientras tanto, Paramount le pidió ideas a Roberto Orci para revivir la franquicia, lo que resultó en la producción de una precuela a las series originales que se tituló simplemente Star Trek y que se estrenó en mayo de 2009.